# El Hamma (distrito)
El Hamma é um distrito localizado na província de Khenchela, Argélia, e cuja capital é a cidade de mesmo nome. A população total do distrito era de 33 590 habitantes, em 2008.

## Comunas
O distrito é composto por quatro comunas:
- El Hamma
- Ensigha
- Tamza
- Baghai